# Lepa Radić
Lepa Svetozara Radić (en ciríl·lic serbi: Лепа Светозара Радић), més coneguda com Lepa Radić, (Gašnica, Regne de Iugoslàvia, 19 de desembre de 1925 - Bosanska Krupa, 8 de febrer de 1943) fou una guerrillera partisana sèrbia de Bòsnia executada pels nazis al Front Iugoslau de la Segona Guerra Mundial i declarada pòstumament Heroïna del Poble de Iugoslàvia, l'any 1951, per la seva funció en el moviment de resistència contra les potències de l'Eix, esdevenint la destinatària més jove del guardó en aquell temps.
Fou executada a la forca el febrer 1943 a l'edat de 17 anys per haver disparat a tropes alemanyes durant la Segona Guerra Mundial. Mentre el seus captors li lligaren el llaç al voltant del coll, li oferiren la commutació de la pena de mort si revelava la identitat dels seus dirigents i camarades. La seva resposta fou que no era una traïdora i que els seus companys d'armes es revelarien per venjar la seva mort.

## Primers anys
Radić nasqué el 19 de desembre de 1925 al poble de Gašnica, prop de la ciutat de Bosanska Gradiška. Després de graduar-se a l'escola elemental del costat del poble de Bistrica, assistí al primer grau de l'Escola de Dones d'Habilitats a Bosanska Krupa i completà els graus escolars restants a Bosanska Gradiška.
Com a alumna destacà per la feina dura, la serietat i també per interès en la lectura avançada de literatura. Vertebrà els seus principis sota la forta influència del seu oncle Vladeta Radić, que estigué involucrat en el moviment sindical.
En un inici integrà la Lliga de la Joventut Comunista de Iugoslàvia (SKOJ) i, posteriorment, el 1941, quan tenia 15 anys, s'uní al Partit Comunista de Iugoslàvia.

## Segona Guerra Mundial
El 10 d'abril de 1941, després de la invasió reeixida de Iugoslàvia, les potències de l'Eix establiren en el seu antic territori un Estat independent amb un govern titella, el qual incloïa Bosanska Gradiška i el seu entorn.
El novembre de 1941 fou arrestada amb altres membres de la seva família per l'Ústaixa; però, el 23 de desembre de 1941, amb l'ajuda i complicitat de partisans de paisà, aconseguí fugir de la presó amb la seva germana Dara. Just després de l'alliberament, Radić decidí allistar-se a la 7a Companyia Partisana del 2n Destacament Krajiški.
El febrer de 1943, durant la batalla de Neretva, fou responsable del transport de ferits a un refugi de Grmech. Durant la lluita contra el 7a Divisió de Voluntaris de Muntanya SS Prinz Eugen, fou capturada i traslladada a Bosanska Krupa on, després de patir diversos dies de tortura, en un intent d'extreure-li informació, fou sentenciada a mort a la forca.
Amb el llaç al voltant del coll, somiquejà ben fort: «Llarga vida al partit comunista, i als partisans! Lluita, poble, per la teva llibertat! No us rendiu als malfactors! Seré assassinada però hi ha qui em venjarà!» En el seus darrers moments al patíbul, els alemanys li oferiren salvar la vida a canvi dels noms dels dirigents del partit comunista i membres en clandestinitat, però rebutjà l'oferta amb les paraules: «no sóc un traïdora del meu poble. Aquells per qui m'esteu preguntant es donaran a conèixer quan hagin triomfat expulsant tots els malfactors, fins a l'últim home». Radić tenia només 17 anys quan fou públicament executada el febrer de 1943.